# Clau Maissen

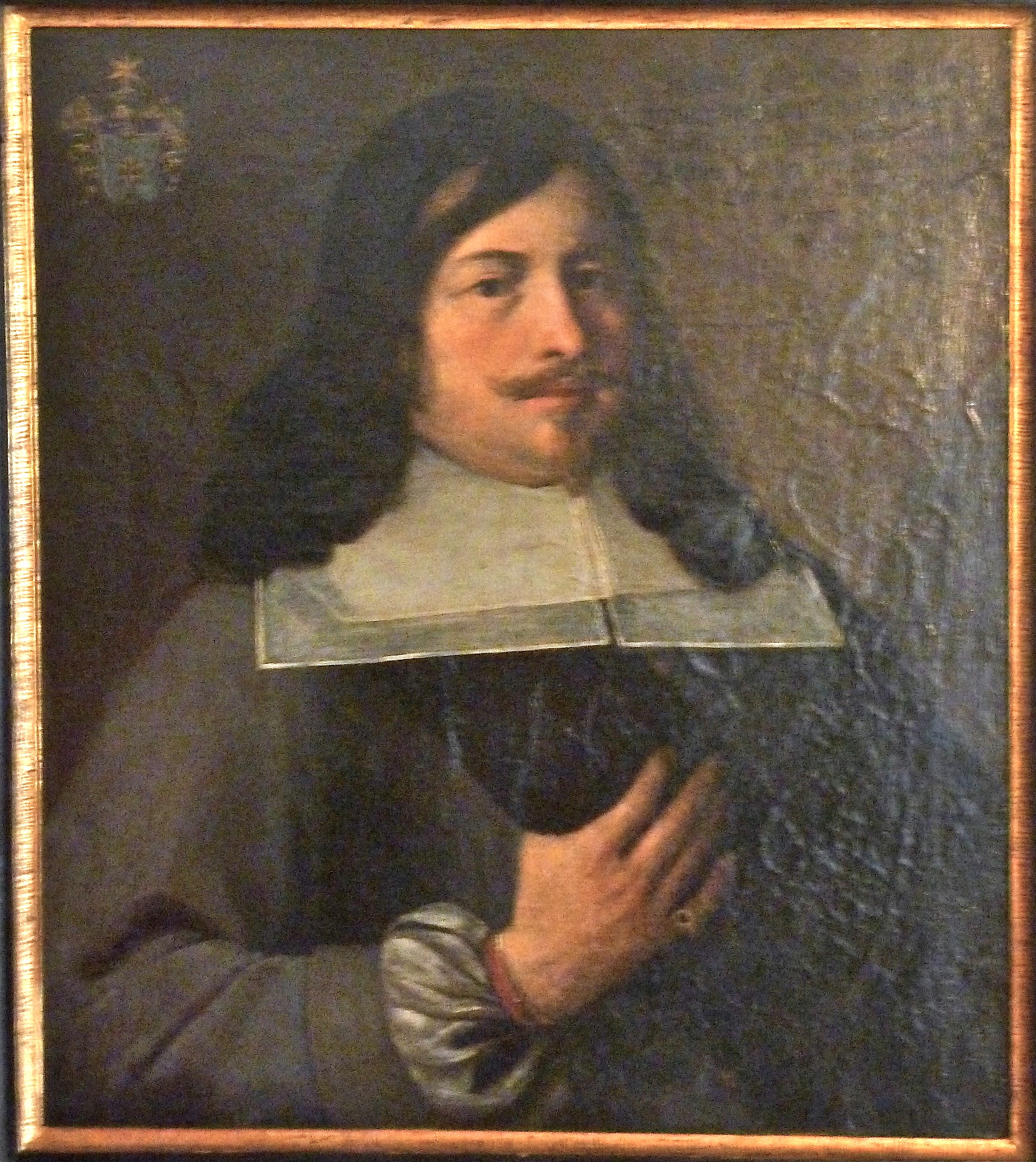
Clau Maissen

Clau Maissen (auch Nicolaus Maissen; * 1621 in Sumvitg; † 26. Mai 1678 in Chur) war Landammann und Landrichter aus der Surselva im Schweizer Kanton Graubünden.

## Leben
Clau Maissen stammte aus einer angesehenen bürgerlichen Familie von Sumvitg. Seine Eltern waren der Säckelmeister der Gerichtsgemeinde Cadi Padrut Maissen und Catrina Maissen, geborene Waller. Wo Clau Maissen seine Ausbildung erhielt und studierte, ist nicht bekannt. Ohne Kenntnisse im Staatswesen, in schriftlicher Korrespondenz und Fremdsprachen wäre es ihm nicht möglich gewesen, eine politische Karriere bis in die höchsten Ämter einzuschlagen.
Im Alter von 23 Jahren wurde Maissen Statthalter von Sumvitg, mit 30 Jahren wurde er 1651 Landammann von Disentis. 1652, 1653, 1658, 1659, 1670 und 1671 folgten weitere Amtsjahre.
Mit 42 wurde Maissen 1663 erstmals zum Landrichter des Oberen Bundes  gewählt, in das höchste Amt des Bundes, das er jeweils für eine einjährige Amtsperiode auch 1669 und 1672 innehatte. 1665 bis 1667 war Maissen zudem Landeshauptmann im Veltlin. Im Weiteren war er zweimal Mitglied der Syndikaturkommission, einer aus neun Mitgliedern bestehenden Aufsichtsbehörde, die vor dem Bundstag Bericht über das Veltlin erstattete. Zu den Höhepunkten seiner politischen Karriere zählen wohl die allgemeinen Bundstage der Drei Bünde, die 1663, 1669 und 1672 in Ilanz stattfanden. Als amtierender Landrichter des gastgebenden Bundes fiel ihm jeweils die Ehre zu, den Bundestag zu leiten.
Maissen arbeitete politisch mit seinem Freund, dem Domdekan Matthias Schgier, gegen die französische Partei und führte mit ihm eine Zeitlang die spanische Partei in Bünden. 1651 gelang es den beiden, den langjährigen Landrichter und Führer der französischen Partei Konradin d. J. de Castelberg aus allen politischen Ämtern auszuschalten.
Dank spanischer und bischöflicher Protektion, insbesondere durch Fürstbischof Ulrich VI. de Mont,  bekleidete Maissen fortan praktisch ohne Unterbruch die wichtigen politische Ämter in der Landschaft Disentis, im Grauen Bund und im Freistaat der Drei Bünde.

## Prozess und Ende

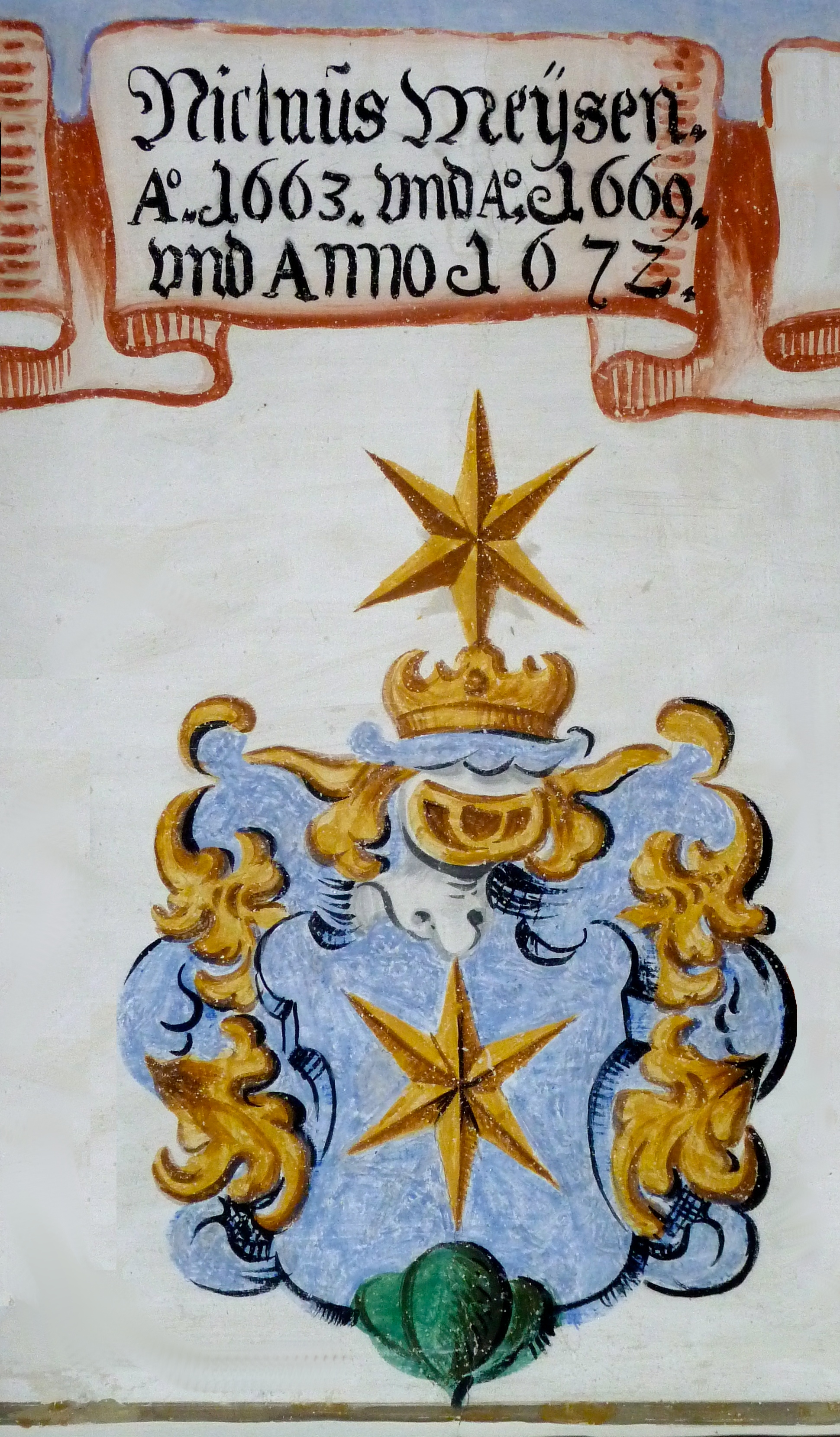
Wappen von Clau Maissen im Landrichtersaal im Museum Sursilvan

Seine Gegner in der Surselva aus Aristokratie, Politik und der französischen Partei sowie persönliche Feinde strengten in Disentis einen Prozess gegen ihn an. Maissens Gesuch für ein unparteiisches Gericht wurde abgelehnt; Ankläger, Richter und Vollstrecker waren seine politischen Gegner. Das Kriminalgericht von Disentis, das Maissen vom Januar 1676 an verfolgte, hatte ein halbes Jahr zuvor in Disentis 28 Hexen verbrennen und einen Mann hängen lassen.
Das Gericht tagte unter Führung der einflussreichsten Familien der Cadi von 1676 bis 1678. Das Endurteil fiel am 9. Februar 1677. Die Anklage gegen Maissen enthielt insgesamt 44 Klagepunkte und er wurde in allen Punkten für schuldig gesprochen. Sein Vermögen wurde eingezogen, er wurde für vogelfrei erklärt und des Landes verwiesen. Maissen flüchtete zu seinem Freund Matthias Schgier in die Herrschaft Rhäzüns.
Da die Macht der Disentiser Obrigkeit jedoch an der Grenze der Gerichtsgemeinde Disentis endete, waren Maissens Gegner auf die Hilfe der anderen 51 Gerichtsgemeinden angewiesen. Aber der Gotteshausbund und der Zehngerichtebund ergriffen offen Partei für Maissen und setzten Ende August 1677 am Davoser Bundstag eine neutrale Expertenkommission ein, die den Prozess überprüfen sollte. Das Urteil zugunsten von Clau Maissen erschien im Frühling 1678.
Deshalb liessen die Disentiser Ankläger Clau Maissen am 26. Mai 1678 in Planggis westlich von Chur durch zwei gedungene Mörder umbringen, als er auf dem Weg nach Domat/Ems war. Die beiden Mörder, Martin Beer und Christian Zein aus Tujetsch, wurden bereits einen Tag nach der Tat gefasst, auf Schloss Rhäzüns vor Gericht gestellt und Mitte Juli 1678 vom Churer Scharfrichter hingerichtet.

## Sonstiges
1670 kaufte Clau Maissen das Tenigerbad. Er erweiterte die Badestube zum Badehaus und errichtete ein Holzhaus mit mehreren Zimmern und einer Essstube. Neben der Quelle baute er 1674 die Kapelle Nossa Dunna della Neiv (Muttergottes zum Schnee), die heute noch steht.